# Cryptophagus schroetteri
Cryptophagus schroetteri is een keversoort uit de familie harige schimmelkevers (Cryptophagidae). De wetenschappelijke naam van de soort werd in 1912 gepubliceerd door Edmund Reitter.